# Burkendorf
Koordinaten: 50° 47′ 21″ N, 9° 11′ 16″ O
Burkendorf ist eine Wüstung in der Gemarkung von Ruhlkirchen, einem Ortsteil der Gemeinde Antrifttal im mittelhessischen Vogelsbergkreis.

## Lage
Der Ort lag etwa 6,5 km nordwestlich von Alsfeld, am westlichen, orographisch linken Ufer der Antrift, zwischen Ruhlkirchen und Seibelsdorf, wo die Flurbezeichnung „Brückendorfer Feld“ an ihn erinnert. Lokalisiert ist der Ort u. a. durch Crusius. Die Landesstraße L 3070 führt heute unmittelbar westlich an der einstigen Siedlung vorbei.

## Ortsgeschichte
Die kleine Siedlung wurde im Jahre 1277, am 16. November, erstmals urkundlich erwähnt: „... bona nostra in Siboldesdorf et in Burhchendorf situata ...“ (unser Gut in Seibelsdorf und in Burkendorf gelegen).
Ritter Emmerich Strebekotz zu Grünberg verkaufte an diesem Tag dem deutschen (Orden) Hause in Marburg Güter zu Seibelsdorf und Burkendorf und Einkünfte zu Hermannshain, Wüstung bei Vockenrod. In den folgenden Jahren erscheint der Ortsname immer wieder in den Urkunden der Deutschordensballei Hessen in Marburg.
1278 heißt es: „... omnia bona mea sita in Bulkindorf.“ (alle meine Güter gelegen in Burkendorf.) Am 22. Februar 1279 wird der Ort in einer Urkunde als Burckendorf aufgeführt. In dieser Urkunde wird bestätigt, dass der Ritter Berthold von Ehringshausen und seine Verwandten dem Deutschen Orden zu Marburg Leibeigene zu Burkendorf verkauft haben.
1283 heißt es in einer weiteren Urkunde „in Fockenrode et in Borchendorf.“ (In Vockenrod und in Burkendorf).
Am 20. Mai 1302 erscheint der Ort in der heutigen Schreibweise: „Burkendorf.“ An diesem Tage gibt der Deutschorden Marburg seine Güter in Burkendorf im Tausch ab.
Im Ortsnamen findet sich der Rufnamen „Burco“ in der Kurzform des Wortstammes „burk“.
Die Ortschaft gehörte zum Gericht Katzenberg.
Wann der Ort genau aufgegeben wurde, ist nicht bekannt. Die meisten Orte wurden zwischen 1350 und 1400 aufgegeben. Durch die Pestepidemien und durch Hungersnöte kam es zu einem drastischen Bevölkerungsrückgang. Das bedeutete, dass weniger Nahrungsmittel angebaut werden mussten. Die ungünstigen Mittelgebirgslagen waren hier betroffen. Zugleich wirkte der Ausbau der Städte eine große Anziehungskraft auf die Einwohner der Dörfer aus. Die zahlreichen Fehden des Spätmittelalters veranlassten die ländliche Bevölkerung Schutz in den befestigten Orten zu suchen, zugleich boten die Städte eine höhere Rechtssicherheit.